# Schizaspidia sitarami
Schizaspidia sitarami is een vliesvleugelig insect uit de familie Eucharitidae. De wetenschappelijke naam is voor het eerst geldig gepubliceerd in 1985 door Narendran.